# Frislag
Frislag är ett sätt att i innebandy sätta igång spelet då en spelare gjort sig skyldig till ett regelbrott som skall bestraffas. Frislaget tilldöms icke felande lag. Begreppet frislag kommer från fri slag i den mening att det tillfördelande laget får placera bollen där regelbrottet begicks, se undantag under Frislagsplatser, och är fria att slå bollen dit de vill. Motståndarna måste då utan uppmaning från domarna befinna sig minst 3 meter från den position där frislaget slås, klubban inräknad. Av de befintliga 6 innebandyreglerna står regeln för frislag under regel nummer 5 fasta situationer.

## Nuvarande regel
Till skillnad från fotbollens frispark så är alla frislag direkta, vilket innebär att man får göra mål direkt på alla frislag.
Den nuvarande regeln för frislag lyder:
Tillvägagångssätt

Frislaget skall slås och får ej fösas eller dras, frislaget går då över till motståndarna.
Vid frislag krävs inte att bollen ligger precis stilla eller på exakt det stället där förseelsen begicks såvida domarna inte anser att spelsituationen påverkas.
Frislagsplatser

Förseelser i eller närmare än 3,5 meter utanför målområdet

- frislaget flyttas ut till en punkt 3,5 meter ifrån målområdet på en tänkt linje från mållinjens mitt som skär punkten där förseelsen begicks. Detta eftersom man har rätt till att stå i mur max 3 meter ifrån frislaget (målvaktsområdet är 0,5 långt och där får man ej stå, där sv 3,5 meter)

Förseelser närmare 1,5 meter från sargen

- frislaget får flyttas ut till en punkt max 1,5 meter från sargen

Förseelser bakom en tänkt fortsatt mållinje eller mål
- frislaget flyttas ut till det närmsta krysset

Regelbrott/bestraffningar

Om en motspelare, när en frislag slås, är närmare bollen än det föreskrivna avståndet (3 meter):
- ska motspelaren tilldelas en två minuters utvisning (undantag om motspelaren backar för att inta korrekt avstånd, då fortsätter spelet)
- frislaget läggs om där motspelaren befann sig

Korrekt utförda frislag

Om den som slår frislaget, efter att bollen är i spel, vidrör bollen en andra gång (utom med handen, armen eller huvudet) innan den vidrört en annan spelare:
- ska ett frislag tilldömas motståndarlaget på den plats där förseelsen begicks

Om den som slår frislaget, efter att bollen är i spel, avsiktligt berör bollen med handen, armen eller huvudet innan den har vidrört en annan spelare:
- ska frislagsläggaren tilldelas två minuters utvisning
- ska ett frislag tilldömas motståndarlaget på den plats där förseelsen begicks.